# Флюстиков Валерій Іванович
Валерій Іванович Флюстиков (рос. Валерий Иванович Флюстиков) — російський військовий офіцер, генерал-лейтенант. З 2018 року – заступник начальника ГУГШ ЗС РФ-командувач Сил спеціальних операцій Росії, замінивши Олександра Матовнікова.
У квітні 2022 року Флюстікова було додано до санкційного списку британського уряду у зв'язку з вторгненням Росії в Україну в 2022 році.